# 上野善晴
上野 善晴（うえの よしはる、1959年5月10日 - ）は、日本の財務官僚。福岡財務支局長、岩手県副知事、理財局次長、日本政策金融公庫代表取締役専務などを歴任。

## 来歴
熊本県荒尾市出身。東京大学文科一類に入学。東京大学法学部卒業。1982年 大蔵省入省（理財局国有財産総括課）。1984年5月 理財局付（カリフォルニア大学ロサンゼルス校経営大学院留学）。1988年7月 尾道税務署長。1993年7月 主計局主計官補佐（公共事業第二係主査）。1997年7月 熊本県企画開発部長。2008年7月4日 理財局総務課長。2009年7月14日 福岡財務支局兼財務総合政策研究所北九州研修支所長。2010年8月31日 岩手県副知事。2013年7月8日 理財局次長。2014年6月18日 株式会社日本政策金融公庫代表取締役専務。2018年8月 岩手県県政顧問。同年11月 株式会社ビックカメラ顧問。同年12月 同社執行役員事業改革推進担当。2019年9月 同社執行役員経理財務本部長。同年11月 取締役執行役員経理財務本部長。

## 職歴
- 1982年4月：大蔵省入省（理財局国有財産総括課）[3]。
- 1984年5月：理財局付（カリフォルニア大学ロサンゼルス校経営大学院留学）。
- 1986年7月：財政金融研究所研究部[4]。
- 1988年7月：尾道税務署長。
- 1989年7月：証券局総務課長補佐（企画）。
- 1991年6月：主計局主計企画官補佐（財政計画第一、二係）。
- 1992年7月：主計局主計官補佐（経済協力第二係主査）。
- 1993年7月：主計局主計官補佐（公共事業第二係主査）。
- 1995年6月：主計局主計官補佐（建設第一、二係主査）。
- 1997年7月：熊本県企画開発部長。
- 1999年7月：理財局総務課調査室長。
- 2000年7月：大臣官房企画官 兼 理財局資金第一課。
- 2001年1月6日：財務省大臣官房企画官 兼 理財局財政投融資総括課。
- 2002年8月：金融庁監督局総務課協同組合金融室長。
- 2003年7月：金融庁監督局銀行第二課長。
- 2006年7月28日：理財局計画官（内閣・財務、厚生労働・文部科学、経済産業、国土交通担当）。
- 2007年7月13日：理財局財政投融資総括課長。
- 2008年7月4日：理財局総務課長。
- 2009年7月14日：福岡財務支局長 兼 財務総合政策研究所北九州研修支所長。
- 2010年8月31日：岩手県副知事。
- 2013年7月8日：理財局次長。
- 2014年6月18日：株式会社日本政策金融公庫代表取締役専務。
- 2018年6月22日：大臣官房付、退官
- 2018年8月：岩手県県政顧問
- 2018年11月：ビックカメラ顧問
- 2018年12月：ビックカメラ執行役員事業改革推進担当
- 2019年9月：ビックカメラ執行役員経理財務本部長
- 2019年11月：ビックカメラ取締役執行役員経理財務本部長